# 11656 Lipno
11656 Lipno (1997 EL6) là một tiểu hành tinh nằm phía ngoài của vành đai chính được phát hiện ngày 6 tháng 3 năm 1997 bởi M. Tichy và Z. Moravec ở Klet.